# Limited Inc
Limited Inc е книга на Жак Дерида, съдържаща две есета и едно интервю. Издадена е със същото заглавие както на английски език, така и на френски. Книгата свидетелства за разноречието между Дерида и аналитичната философия, представяна в случая от Джон Сърл. Подлагайки на критика едно ранно есе на Дерида, негова работа предизвиква отговор, като двата текста на Дерида са основното съдържание на книгата, а работата на Сърл, поради неговото нежелание, не е включена.

## Хронология
- През 1971 г. в Монреал Дерида изнася свой доклад „Подпис, събитие, контекст“, като текстът е публикуван на следващата година в негов авторски сборник.[2]
- През 1977 в първия брой на списание Glyph е публикуван английски превод Signature, Event, Context.
- В следващия брой е публикуван текстът на Сърл Reiterating the Differences: A Reply to Derrida, както и отговорът на Дерида.
- През 1983 Джон Сърл коментира в пресата философията на Дерида, отправяйки нападки.
- В 1988 с излизането на книгата, Дерида публикува свое мнение по повод начина, по който Сърл участва в дебата.
- (На български език текстовете са публивани през 2017 г. в сп. Пирон.[3])

### Дебат
В доклада си от 1971 г. „Подпис, събитие, контекст“ Дерида доразвива своя идея за равнопоставеност на устното и писменото слово. За критика на елементарния структурализъм служат т.нар. „перформативи“, думи и фрази чието произнасяне в съотвтен контекст е в същото време и действие, напр. „Обещавам“. В частност той се спира на теорията за илокуционните актове от книгата на Дж. Л. Остин „Как с думи се вършат неща“ 
В „Отговор към Дерида: реитерирайки различията“ вниманието на Джон Сърл се съсредоточава върху препратките, като намира, че Дерида неадекватно предава възгледите на Остин.
Limited Inc.. е иронична реплика на Дерида, изтъкваща разликите му собствения му подход и възприемането му от Сърл. Накрая книгата завършва с писмо от Дерида, написано в отговор на поставения въпрос от Джералд Граф през 1988: „Afterword: Toward an Ethic of Discussion“ (Заключение: към етиката на дискусията).